# 電腦週刊
《電腦週刊》（英文：《PC Weekly》）是香港一本電腦雜誌，由S-Team Production有限公司於1998年7月創刊。《PC Weekly》主要介紹電腦軟硬件、DIY實戰、應用技術、解決方案及市場資訊等。著名口號有「專業 ‧就是專業」。至2008年1月24日停刊，告別號為497期，封面印有「後會有期!!暫別紀念號」。

## 網上民眾對此眾說紛紜
1. 網友對告別號的評論 （页面存档备份，存于）

## 外部連結
1. PC Weekly Online 主頁
2. 創刊總編輯對告別號的感想
3. PC Weekly 一年訂閱計劃表格[永久]
4. PC Weekly 第73期44頁